# Novi Đurđic
Novi Đurđic – wieś w Chorwacji, w żupanii kopriwnicko-kriżewczyńskiej, w mieście Križevci. W 2011 roku liczyła 130 mieszkańców.